# Устав Босне и Херцеговине
Устав Босне и Херцеговине је највиши правно-политички документ те државе. Он је саставни дио Општег оквирног споразума за мир у Босни и Херцеговини, познатијег под називом Дејтонски мировни споразум, који је парафиран 22. новембра 1995. године у америчком граду Дејтону, а потписан 14. децембра 1995. године у Паризу. Тај споразум су потписала три преговарача за окончање рата у Босни и Херцеговини: Алија Изетбеговић, Слободан Милошевић и Фрањо Туђман. Споразум је подразумијевао завршетак сукоба и доношење овог устава.
Текст Устава БиХ представља Анекс 4 усвојеног мировног споразума, а њиме је Босна и Херцеговина дефинисана као демократска држава, која функционише у складу са законом и на основу слободних и демократских избора. Највеће вриједности Устава БиХ садржане су већ у његовој преамбули, гдје се истичу начела људског достојанства, слободе и једнакости, мир и помирење, правда, толеранција, плурализам, демократија, тржишна привреда, суверенитет, интегритет, политичка независност, те међународно хуманитарно право. У 12. чланака устава дефинисана су људска права и слободе, надлежности и односи између институција Босне и Херцеговине и ентитета, Парламентарна скупштина, Предсједништво, Уставни суд, Централна банка, финансије и друге одредбе. Тако је Босна и Херцеговина трансформисана у сложену и децентрализовану државну творевину са два ентитета, а то су Федерација БиХ и Република Српска.
Један од услова приступања Босне и Херцеговине Европској унији је реформа Устава до 2010, којом би се омогућио јефтинији и функционалнији рад институција.

## Историја
Још у 12. вијеку на подручју данашње Босне и Херцеговине је постојала Бановина Босна, на чијем челу се налазио босански бан. Најстарији правни документ који свједочи о постојању босанске државе је Повеља Кулина бана из 1189. године. Иако се радило о повељи која је регулисала економске односе између Дубровачке републике и Босанске бановине, ипак потврђује сувереност и независност Босне. Претпоставља се да је постојао документ који је регулисао границе, надлежности и односе унутар државе тј. нека врста устава.
Након крунисања Твртка I Котроманића, донесена је повеља 1381. године која се такође може сматрати неком врстом устава тадашњег Босанског краљевства.